# 王瓊 (成化進士)
王瓊（1459年—1532年），字德華，號晉溪，別署雙溪老人，山西承宣布政使司太原府太原縣（今山西省太原市晉源区）人。明朝中期重臣，成化甲辰進士，曾官吏部、兵部、戶部尚書。
王瓊歷事成化、弘治、正德和嘉靖四朝。由工部主事六品之官，直做到户部、兵部和吏部尚书一品大员。特别在正德十年到正德十五年间的五年中，因执掌兵部，有特殊功勋，连进“三孤”（少保、少傅、少师）、“三辅”（太子太保、太子太傅、太子太师）。
王琼多有政績。治理漕河（运河）三年，“敏练著称”；此外“任人唯贤”，任用王守仁平定朱宸濠叛乱；另外总制西北边防，“功在边陲”，自嘉靖七年至十年的四年中，从延绥到宁夏，直至河西走廊嘉峪关外，王琼出任總督陝西三邊軍務，使西北“边境益靖”。

## 生平
王瓊的家族定居于汾东柳林（今太原市刘家堡）。王瓊的伯父名王永壽，曾在天順年间官至南京工部尚书，父親王永亨，成化年间任隆慶州知州，始建新第于县城东街。

### 成化弘治年間
王琼，登成化二十年（1484年）二甲进士，授工部主事，之后升工部员外郎、工部郎中，出任治理漕河，卓有成績。改为户部郎中，歷任山东布政使司右參政、河南右布政使。

### 正德年间
正德元年（1506年），王瓊升任都察院右副都御史，總督漕運。次年入朝，擔任户部右侍郎。期間調查衡府侵佔民田的事情。正德三年（1508年），升爲吏部左侍郎，后因其在戶部任職時邊臣借太倉銀未償換等事受到連坐，尚書顧佐奪俸，而王瓊改任南京吏部右侍郎。不久再次改為南京戶部右侍郎。正德八年，晉升爲戶部尚書。其為人有心計，善於計算，此後治理邊疆兵餉糧倉有度，正德十年，代替陸完擔任兵部尚書。此後因為明武宗常年遠遊塞外，經費不足，而近畿地區多發生盜亂。王瓊就請在河間設立一個總兵官，在大名、武定各設兵備副使一人，負責平定盜亂。此後并檄順天巡撫、保定巡撫，治理外防，保護車駕，朝廷內外都因此得安。當時孝豐賊湯麻九叛亂，朝廷請求發兵清剿，王瓊則密令都御史許庭光出其不意擒拿叛變，無一脫逃。四地捷報上奏，多推功給王瓊，於是他數次受到廕賚，累加至少師兼太子太師，子世襲錦衣衛千戶。恰逢營建乾清宮，又給予二子父廕錦衣衛千戶，寵遇超過其他諸位尚書。
正德十四年（1519年），寧王之亂爆發。王瓊請敕南和伯方壽祥在南京督操長江兵防，并命贛南巡撫王守仁（字伯安，號陽明）、湖廣巡撫秦金各率所部包圍南昌；應天巡撫李充嗣鎮京口，淮揚巡撫叢蘭扼守儀真。奏摺上奏后，明武宗意欲御駕親征，此議爭執三日不決。大學士楊廷和則順從武宗旨意，竟然下親征詔，命王瓊與楊廷和等居守順天府。
此前，王瓊派遣王守仁巡撫於贛南，就私下便宜行事，給他兵符。適逢寧王朱宸濠謀反，事情上報朝廷，上下惴惴不安。王瓊則稱：“諸君勿憂，吾用王伯安贛州，正為今日，賊旦夕擒耳。”不久，果然如其所言。
王瓊才高，善於結交關係。以厚禮事奉錢寧、江彬等，所以其能夠發展自己的勢力，所奏的請求都能執行。其能夠在兵部有所作為，也是靠江彬等人的幫助。當時陸完離任后，其代為吏部尚書。王瓊嫉妒彭澤因平定流寇，而聲望在自己之上，於是在錢寧面前中傷彭澤。有誣陷雲南巡撫范鏞、甘肅巡撫李昆、副使陳九疇到監獄中，所以朝廷內外多畏懼王瓊。而大學士楊廷和又不與王瓊相爭。
次年，武宗駕崩，世宗即位。言官交相彈劾王瓊，下都察院監獄。王瓊攻擊楊廷和，致使明世宗更不幫助王瓊，而下廷臣雜論。此後判其為「交結近侍」，處死刑，後改為流放莊浪（今甘肅省莊浪縣）。王瓊自訴年老，改戍綏德（今陝西省綏德縣）。

### 嘉靖年間
大禮議事件后，張璁、桂萼、霍韜總理朝政，因王瓊此前與楊廷和有矛盾，於是首先舉薦王瓊，世宗不納。嘉靖六年（1527年），邊疆有警，桂萼再次請求起用王瓊，沒有批准。世宗亦憐憫王瓊年老多病，於是命其還籍為民。御史胡松因彈劾桂萼而貶到外地任職，其同僚周在請求寬恕胡松，而一同被下詔獄。桂萼於是再次提起王瓊此前攻擊楊廷和之事，於是廷臣紛紛再次舉薦，世宗才命恢復王瓊兵部尚書職位，待用。次年，再以其擔任兵部尚書兼右都御史，代替王憲總督陝西三邊軍務（陝甘總督）。
土魯番佔據哈密，廷議閉關絕其貢已經有四年。至此，其將牙木蘭率領兩千人求歸屬，沙州番人帖木哥、土巴等亦率領五千歸屬。番人連續兩次來寇，接連被參將雲昌、遊擊彭濬擊退，此後王瓊就奏乞撫納，世宗採納兵部尚書王時中議，聽從王瓊採納。至此西域等地邊事再次平定，而北寇常為邊患。王瓊連續數次進攻后終於平定邊疆騷亂。
當時，南京給事中丘九仞彈劾王瓊，世宗則慰留下他。之後張璁、桂萼離開政治核心，諸位大臣紛紛彈劾其黨羽，王瓊首當其衝，於是命致仕歸鄉，此後世宗又遣慰諭。恰逢西番大掠臨洮，王瓊率領部隊討伐若籠、板爾諸族，平定叛亂。此後錄功，加太子太保。其在邊疆多年治理，西陲益靖。甘肅百姓苦於土魯番侵犯，擔心王瓊離去，紛紛乞求守臣上奏留下他。於是巡撫唐澤、巡按胡明善上奏闡明其功勞，世宗下優詔嘉獎。當時，世宗厭惡楊廷和，懷疑朝廷大臣都是其黨羽，於是連用桂萼、方獻夫在吏部任職。方獻夫離去后，世宗卻不欲授予他人，所以此職位久無人赴任。嘉靖十年冬，世宗派遣行人召王瓊擔任吏部尚書。南京監察御史馬敭等十人上奏詆毀王瓊為先朝遺奸。世宗大怒，逮捕馬敭等人入詔獄，而慰留王瓊。花馬池有警報，兵部尚書王憲請發兵。王瓊稱花馬池的防備森嚴，敵寇無法攻入，大軍派遣后敵人恐怕會先退走，只會徒勞耗費國庫。王憲卻派遣六千人，部隊在抵達彰德時，果然敵寇已經離去。
嘉靖十一年（1532年）秋，王瓊卒於任內。贈太師，諡恭襄。同年，彭澤也先去世。正德、嘉靖年間，彭澤、王瓊均是有才略的人，相互攻擊中傷不止，亦相互晋升罷免。但王瓊為人險忮，公論均對其有差別。但是其在兵部多有戰功，而其在三邊的功勞，人們都將其與楊一清相比較。

## 著作
王瓊曾主編《漕河圖志》8卷，是現存最早有關京杭大運河的文獻。另有《雙溪雜記》、《晉溪奏議》、《北邊事蹟》等。

## 文献
- 明·嘉靖年间，《太原县志》（卷二）
- 清·張廷玉等，《明史》
- 郭怨舟著，《一代名臣王琼》，1991年

## 延伸阅读
[在维基数据编辑]
 在维基文库阅读此作者作品（ 在维基共享资源阅览影像）
 《國朝獻徵錄·卷之二十四》，出自焦竑《國朝獻徵錄》
 《明史卷一百九十八》，出自《明史》